# Università di Nablus
L'Università di Nablus (o anche Università Nazionale An-Najah, in arabo جامعة النجاح الوطنية‎?) è un'università pubblica non governativa della Palestina, amministrata dal consiglio di una fondazione. Si trova nella città di Nablus, nella Cisgiordania settentrionale. L'università è frequentata da oltre 20,000 studenti e 350 professori di 19 facoltà. È la più grande istituzione universitaria palestinese.